# نوينهاوس (بلدية مجمعة)
نوينهاوس هي Samtgemeinde ("بلدية مجمعة") في ضاحية Bentheim، في سكسونيا السفلى، ألمانيا. ومقرها نوينهاوس.
تتكون البلدية المجمعة ناينهاوس من البلديات التالية:
1. Esche
2. Georgsdorf
3. Lage
4. نوينهاوس
5. Osterwald